# Ectenopsis vulpecula
Ectenopsis vulpecula är en tvåvingeart som först beskrevs av Christian Rudolph Wilhelm Wiedemann 1828.  Ectenopsis vulpecula ingår i släktet Ectenopsis och familjen bromsar. Inga underarter finns listade i Catalogue of Life.